# Mona Neubaur
Mona Neubaur (ur. 1 lipca 1977 w Pöttmes) – niemiecka polityk, działaczka Sojuszu 90/Zieloni, deputowana do Landtagu Nadrenii Północnej-Westfalii, minister i wicepremier w rządzie Nadrenii Północnej-Westfalii, członek Bundesratu.

## Życiorys
W latach 1997–2003 studiowała pedagogikę, socjologię i psychologię na Uniwersytecie Heinricha Heinego w Düsseldorfie. Następnie, w latach 2003–2007, pracowała jako specjalistka ds. komunikacji w spółce Naturstrom AG. Od 2007 roku związana była z Fundacją Heinricha Bölla w Nadrenii Północnej-Westfalii, a od 2010 roku pełniła funkcję jej dyrektorki.
Do partii Sojusz 90/Zieloni wstąpiła w 1999 roku. W latach 2014–2022 była przewodniczącą struktur krajowych partii w Nadrenii Północnej-Westfalii. Od 2022 roku zasiada w landtagu tego landu oraz w federalnej radzie partyjnej Zielonych.
29 czerwca 2022 roku objęła urząd wicepremier Nadrenii Północnej-Westfalii oraz minister ds. gospodarki, przemysłu, ochrony klimatu i energii. Dzień później została członkinią Bundesratu.